# Tachina tricincta
Tachina tricincta är en tvåvingeart som beskrevs av Johann Wilhelm Meigen 1824. Tachina tricincta ingår i släktet Tachina och familjen parasitflugor.
Artens utbredningsområde är Österrike. Inga underarter finns listade i Catalogue of Life.